# Córdoba Open 2023
Córdoba Open 2023 a fost un turneu de tenis masculin jucat pe terenuri în aer liber pe zgură. A fost cea de-a 5-a ediție a Córdoba Open și a făcut parte din seria ATP 250 din Circuitul ATP 2023. A avut loc la Estadio Mario Alberto Kempes din Córdoba, Argentina, între 4 și 12 februarie 2023.

## Campioni

### Simplu
Pentru mai multe informații consultați Córdoba Open 2023 – Simplu

### Dublu
Pentru mai multe informații consultați Córdoba Open 2023 – Dublu

## Puncte & Premii în bani

### Distribuția punctelor
| Probă  | C   | F   | SF | QF | R16 | R32 | Q   | Q2  | Q1  |
| Simplu | 250 | 150 | 90 | 45 | 20  | 0   | 12  | 6   | 0   |
| Dublu* | 250 | 150 | 90 | 45 | 20  | 0   | N/A | N/A | N/A |

*per echipă

### Premii în bani
| Probă  | C       | F       | SF      | QF      | R16    | R32    | Q2     | Q1     |
| Simplu | $46,175 | $32,320 | $21,410 | $14,275 | $9,235 | $5,035 | $2,520 | $1,260 |
| Dublu* | $16,370 | $11,760 | $7,560  | $5,030  | $2,940 | N/A    | N/A    | N/A    |

*per echipă